# 国際連合安全保障理事会決議387
国際連合安全保障理事会決議387（こくさいれんごうあんぜんほしょうりじかいけつぎ387、英: United Nations Security Council Resolution 387）は、1976年3月31日に国際連合安全保障理事会で採択された決議。

## 概要
南アフリカのアンゴラ侵攻を受けて、国家の領土保全の権利を再確認した上で、南アフリカの行動による国際的な混乱を認識し、懸念を表明した。
また、南アフリカの行動を非難し、アンゴラの領土保全を尊重するように要求し、南アフリカに対して、ナミビアの国際的な領土を利用して挑発的あるいは攻撃的な行動を行わないようにし、アンゴラの正当な補償請求に応じるよう求めた。
賛成9、反対0で採択されたが、フランス、イタリア、日本、イギリス、アメリカ合衆国が棄権し、中華人民共和国は採決に参加しなかった。